# Kaschmir-Waldmaus
Die Kaschmir-Waldmaus (Apodemus rusiges) ist ein in Zentralasien verbreitetes Nagetier in der Unterfamilie der Altweltmäuse. Die Population wurde erstmalig als Unterart von Mus arianus (heute ein Synonym der Gelbhalsmaus) beschrieben. Zeitweilig galt sie als Unterart der gewöhnlichen Waldmaus. Zur Ward-Waldmaus, die in einer nahen Region lebt, konnten deutliche Unterschiede festgestellt werden.

## Merkmale
Mit einer Kopf-Rumpf-Länge von 77 bis 112 mm, einer Schwanzlänge von 78 bis 128 mm und einem durchschnittlichen Gewicht von 37 g ist die Art größer als die Ward-Waldmaus. Zusätzlich sind der Schädel und der Schwanz im Verhältnis zur Körperlänge größer. Die Hinterfüße sind 19 bis 25 mm lang und die Ohren erreichen 11 bis 18 mm Länge. Auf der dunkelbraunen bis graubraunen Oberseite kann sich ein dunklerer Aalstrich befinden. Die Kaschmir-Waldmaus hat unterseits eine hellgraue Farbe. Von einzelnen Exemplaren ist ein gelblicher Strich auf der Kehle und dem Brustbein bekannt. Die sechs Zitzen der Weibchen sind paarig angeordnet.

## Verbreitung und Lebensweise
Dieses Nagetier ist in der politisch umstrittenen Region Kaschmir in Indien und Pakistan sowie in anderen Gebieten des nördlichen Pakistan verbreitet. Sie hält sich im Himalaya und auf Hochebenen zwischen 1980 und 3550 Meter Höhe auf. Die Art bewohnt Nadelwälder, Buschländer und Grasflächen im felsigen Gelände.
Die nachtaktiven Exemplare bewegen sich vorwiegend auf dem Boden, können jedoch auf Felsen und Gewächsen klettern. Das mit Gras gepolsterte unterirdische Nest liegt meist zwischen Baumwurzeln. Im Bau halten sich mehrere Individuen gleichzeitig auf, obwohl nicht fortpflanzungsbereite Weibchen keine Männchen im Versteck dulden. Die Kaschmir-Waldmaus hält keinen Winterschlaf. Sie frisst Pflanzensamen, Beeren sowie andere Pflanzenteile und legt im Bau Vorräte an. In der Fortpflanzungszeit zwischen Frühjahr und Sommer kommen bei Weibchen vier oder fünf Würfe vor. Nach 25 bis 26 Tagen Trächtigkeit enthält ein Wurf meist fünf oder sechs Neugeborene. Diese sind anfänglich haarlos mit geschlossenen Augen. Die Geschlechtsreife tritt nach 12 bis 14 Wochen ein.

## Gefährdung
Für den Bestand liegen keine Bedrohungen vor. Auch wenn die Populationsgröße unbekannt ist, gilt die Art laut IUCN als nicht gefährdet (least concern).